# Paul Biya
Pour les articles homonymes, voir Biya.
Paul Biya, né Paul Barthélemy Biya'a bi Mvondo le 13 février 1933 à Mvomeka'a (département du Dja-et-Lobo), est un homme d'État camerounais. Il est Premier ministre de 1975 à 1982 et président de la république depuis 1982.
Il gravit les échelons sous le président Ahmadou Ahidjo, exerçant les fonctions de chargé de mission à la présidence (1962-1965), de directeur de cabinet et de secrétaire général du ministère de l'Éducation nationale, de la Jeunesse et de la Culture (1965-1967), de directeur de cabinet civil (1967-1968) et de ministre secrétaire général de la présidence (1968-1975).
Chef de gouvernement à partir de 1975, il prend la tête du pays à la suite de la démission surprise d'Ahmadou Ahidjo en 1982. Il consolide son pouvoir après une tentative de coup d'État de la garde présidentielle en 1984, éliminant alors ses rivaux. Il maintient des relations étroites entre le Cameroun et la France, l'un des anciens mandataires de la Société des Nations sur le pays, et avec le Royaume-Uni.
Il introduit des réformes politiques dans les années 1980 puis, sous de fortes pressions, accélère la mise en œuvre du multipartisme. Élu sans opposition en 1984 et 1988, il remporte d'assez peu l'élection présidentielle de 1992, avant d'être réélu avec une large majorité en 1997, 2004, 2011 et 2018. L'opposition et des gouvernements occidentaux mentionnent des irrégularités à chaque élection.
À 92 ans, Paul Biya est aujourd'hui le plus vieux dirigeant élu en exercice au monde et le quatrième plus ancien en fonction (après le sultan Hassanal Bolkiah, le roi Charles XVI Gustave et le président Teodoro Obiang Nguema Mbasogo).

## Situation personnelle

### Famille
D'ethnie « Fang-Beti-Boulou », Paul Barthélemy Biya’a Bi Mvondo voit le jour le 13 février 1933 dans un village du Sud du Cameroun, en pleine forêt équatoriale, une zone placée sous mandat français.
Il est le fils d'Anastasie Eyenga Ellé et d'Étienne Mvondo Assam, un catéchiste qui voit en lui un futur prêtre et l'oriente d'abord à l'École catholique de Nden, puis aux Séminaires d'Édéa et Akono.
En 1961, il contracte un premier mariage avec Jeanne-Irène Biya, morte en 1992. Franck Emmanuel Biya est leur unique fils.
Paul Biya épouse en secondes noces Chantal Pulcherie Vigouroux, de 37 ans sa cadette, et adopte ses deux enfants, issus d'une précédente relation. De ce mariage naissent Paul Junior Biya et Anasthasia Brenda Eyenga (« Brenda »).
Il est catholique pratiquant.

### Formation
Après des études secondaires au lycée Général-Leclerc à Yaoundé, il étudie successivement, à Paris, au lycée Louis-le-Grand, à l’université de la Sorbonne, à l’Institut d’études politiques, où il obtient une licence en droit public en 1961, et à l’Institut des hautes études d’outre-mer[réf. souhaitée]. Il ne participe à aucune forme de militantisme politique au cours de ses années d'étude. Paul Biya est devenu citoyen naturalisé français lorsqu'il y a étudié, il a possiblement renoncé à sa citoyenneté française à son retour au Cameroun pour occuper des postes gouvernementaux[réf. nécessaire].

## Ascension en politique

### Chargé de mission à la présidence
il est recommandé en octobre 1962 par Louis-Paul Aujoulat à Ahmadou Ahidjo, qui le nomme chargé de mission à la présidence de la République. En janvier 1965, il est nommé directeur de cabinet du ministre de l'Éducation nationale, de la Jeunesse et de la Culture (William Eteki Mboumoua). En juillet 1965, il occupe le poste de secrétaire général dudit ministère.

### Secrétaire général de la présidence
En décembre 1967, il est nommé directeur du cabinet civil de la présidence de la république. En janvier 1968, tout en conservant ce même poste, Paul Biya est nommé secrétaire général de la présidence de la république. En août de la même année, il occupe uniquement la fonction de secrétaire général de la présidence de la république avec rang de ministre.
En juin 1970, Paul Biya est promu ministre d'État, secrétaire général de la présidence de la république.

### Premier ministre du Cameroun
Le 30 juin 1975, il est nommé Premier ministre par le président Ahmadou Ahidjo.
Une loi du 29 juin 1979 fait du Premier ministre Paul Biya le successeur constitutionnel du président Ahmadou Ahidjo.
Celui-ci démissionne le 4 novembre 1982 et entre rapidement en conflit avec son successeur.
L'hypothèse d'une intervention du gouvernement français, ourdie par François Mitterrand, dans l'accession de Paul Biya à la présidence du Cameroun semble vraisemblable.

## Président de la République

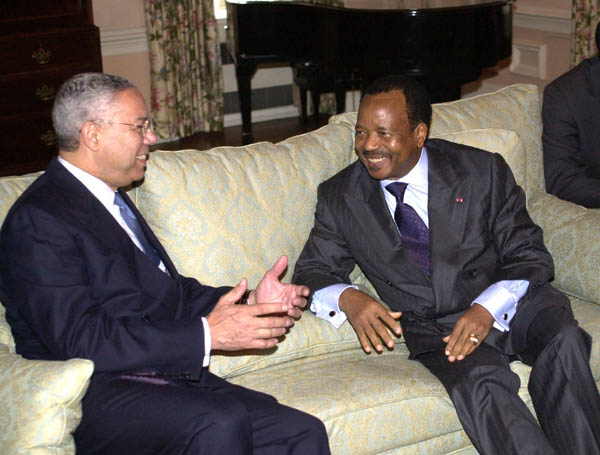
Paul Biya et le secrétaire d’État américain Colin Powell, le 16 septembre 2002 à New York.

### Accession au pouvoir et débuts
Paul Biya devient président de la république le 6 novembre 1982, à la suite de la démission inattendue du président Ahidjo. Au moment de son accession à la magistrature suprême, Paul Biya est le premier vice-président du comité central de l'UNC et membre du bureau politique dudit parti ; il est élu président de l'UNC le 14 septembre 1984, après la démission du désormais ex-président Ahidjo de la tête du parti.
Le 24 mars 1985, Paul Biya, après d'habiles manœuvres, transforme l'UNC en Rassemblement démocratique du peuple camerounais (RDPC). En 1987, il publie l’ouvrage Pour le libéralisme communautaire.

### Tentative de coup d’État de 1984
Le 6 avril 1984, il échappe à une tentative de coup d’État perpétrée par des membres de la garde républicaine. Plusieurs des putschistes sont arrêtés et quelques-uns exécutés. De nombreuses autres personnalités sont également interpellées et emprisonnées à cet effet.
Associé au coup d’État manqué, l’ancien président Ahidjo est condamné à mort par contumace, puis gracié plus tard par le président Biya. La répression vise particulièrement les régions du Nord, où des centaines de personnes sont tuées. Paul Biya reprend dès lors en main le parti unique, rebaptisé « Rassemblement démocratique du peuple camerounais » (RDPC).

### Politique monétaire du pays

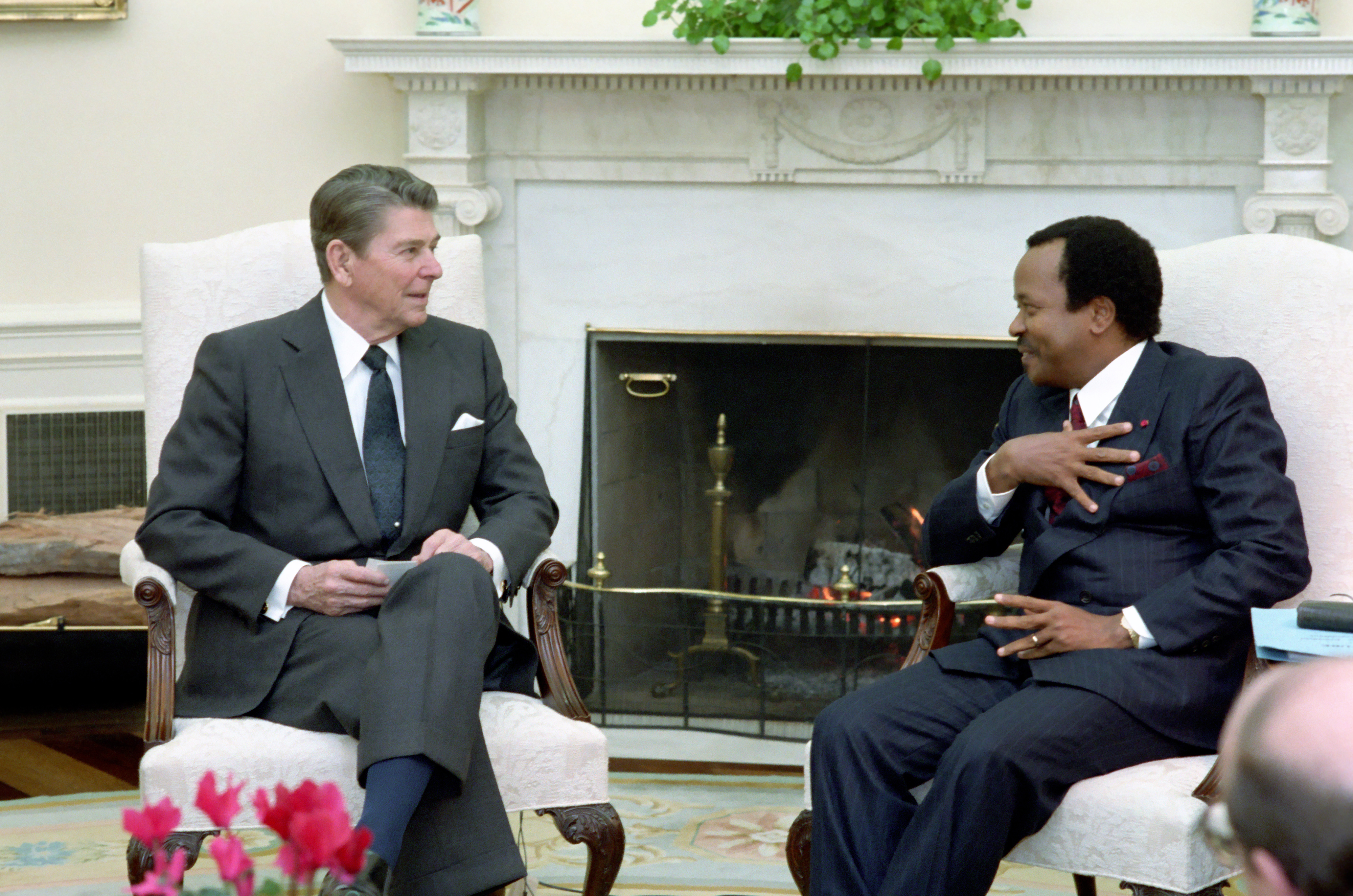
Paul Biya et le président américain Ronald Reagan en 1986.

Seul candidat, il est élu président en 1984 et 1988. Il adopte un plan d’ajustement structurel qui lui est présenté par le Fonds monétaire international (FMI) et la Banque mondiale : privatisations, ouverture à la concurrence, réduction des dépenses sociales, etc. Les salaires des fonctionnaires sont diminués de 60 %, le secteur informel augmenté très significativement, mais les classes dirigeantes ne sont pas affectées par ce programme. Le billet de 1 000 francs camerounais bleu émis à partir de 1985 porte son effigie.

### Mise en œuvre du multipartisme
Au début des années 1990, à la suite d'opérations de désobéissance civile, baptisées « Villes mortes », et d'émeutes, il accélère la mise en œuvre du multipartisme. Il supprime la législation « contre-subversive » instaurée par son prédécesseur, restaurant ainsi la liberté d’association, et permet à une presse indépendante de commencer à paraître. Cette démocratisation a ses limites : le gouvernement continue d'avoir recours aux fraudes électorales et instrumentalise les appareils judiciaire et policier contre l'opposition.
En 1992, lors des premières élections multipartites, il est donné vainqueur face à John Fru Ndi, avec un léger avantage (40% contre 36 %), une avance que l'opposition conteste. Il remporte ensuite les élections présidentielles de 1997 (92,6%) et de 2004 (70,9 %).

### Révision constitutionnelle de 2008
Le pays connaît quelques changements positifs en termes de constructions et de grands chantiers, notamment dans les domaines routiers et énergétiques.
En décembre 2007, lors de son discours de fin d’année à la nation, il annonce son intention de modifier la Constitution, qui limite le mandat présidentiel à deux exercices. Très contesté, le projet de révision accorde également une immunité judiciaire au chef de l'État pour les actes accomplis pendant son mandat. En février 2008, des émeutes éclatent, réclamant la baisse des prix et le départ de Paul Biya. Les manifestants sont sévèrement réprimés : une centaine de morts, des milliers d’arrestations.

### Réélection de 2011
La révision constitutionnelle est votée par l'Assemblée nationale en 2008. Paul Biya est donc réélu le 21 octobre 2011, avec 78,0 % des voix (pour un taux de participation de 68,2 %). Alors qu'une importante partie de la communauté internationale émet des doutes sur la validité des résultats, la Cour suprême rejette un appel de l'opposition destiné à annuler l'élection. L'ambassadeur des États-Unis au Cameroun, Robert Jackson, a dénoncé des « irrégularités à tous les niveaux ».

### Défis sécuritaires

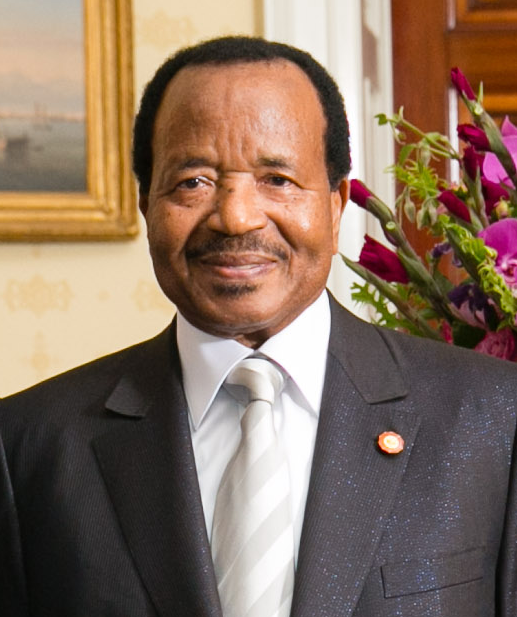
Paul Biya en 2014.

En 2014, l'insurrection de Boko Haram se propage au Cameroun à partir du Nigeria. En mai 2014, à la suite de l'enlèvement des lycéennes de Chibok, le président Paul Biya et son homologue tchadien Idriss Déby déclarent la guerre à Boko Haram et déploient des troupes à la frontière nord du Nigeria. En septembre 2018, le Cameroun annonce que Boko Haram a été repoussé, mais le conflit persiste néanmoins dans les zones frontalières du nord.
En novembre 2016, des enseignants déplorent la nomination de francophones dans les régions anglophones du Nord-Ouest et du Sud-Ouest et des juristes rejettent la suprématie du droit romain au détriment de la common law. La majorité des leaders de la contestation réclament un retour au fédéralisme, tandis qu'une minorité réclame l'indépendance et la proclamation d'un nouvel Etat, l'« Ambazonie ». Le pouvoir exécutif, dirigé par le président Paul Biya et son Premier ministre, Philémon Yang, rejette ces deux revendications. Dès décembre 2016, les manifestations en zone anglophone, réprimées par les forces de l'ordre, font les premiers morts civils. D'autres suivront lors de manifestations, durement réprimées par les forces de l'ordre.
Le 17 janvier 2017, plusieurs leaders anglophones à la tête des manifestations sont arrêtés et inculpés d'« actes de terrorisme ». Paul Biya abandonne les poursuites en août. Entre janvier et mars, Internet est coupé en zone anglophone. Le 1er octobre 2017, au moins 17 personnes sont tuées lors d'une proclamation symbolique d'indépendance par des séparatistes. Fin 2017, une frange séparatiste radicale de la minorité anglophone prend les armes. Dispersés en plusieurs groupes, ils s'en prennent aux forces de sécurité ainsi qu'aux symboles de l'État, comme les écoles, qu'ils incendient. Le 30 novembre 2017, le président Paul Biya réagit à l'assassinat de six militaires par des séparatistes présumés en zone anglophone en déclarant : « J’ai appris avec émotion l’assassinat de quatre militaires camerounais et de deux policiers dans le sud-ouest de notre pays ». Il estime que le « le Cameroun est victime des attaques à répétition d’une bande de terroristes se réclamant d’un mouvement sécessionniste » et ajoute : « toutes les dispositions sont prises pour mettre hors d’état de nuire ces criminels et faire en sorte que la paix et la sécurité soient sauvegardées sur toute l’étendue du territoire national ». Son discours est considéré comme une déclaration de guerre par la radio d'État. Le 31 décembre 2017, dans son traditionnel discours de vœux à la Nation, il déclare : « J'ai instruit que tous ceux qui ont pris les armes, qui exercent des violences ou qui incitent à la violence, soient combattus sans relâche et répondent de leurs crimes devant la justice ». Il se félicite des « excellents résultats » des « opérations de sécurisation » menées dans les régions anglophones. Estimant que « dans leur immense majorité, les Camerounais aspirent à vivre ensemble, dans la paix » en régions anglophones, le président Paul Biya souhaite que « la situation revienne à la normale ». Il conclut en déclarant : « Le dialogue a toujours été et restera toujours pour moi la voie privilégiée de résolution des problèmes, pour autant qu'il s'inscrive strictement dans le cadre de la légalité républicaine ».

### Réélection de 2018
Le 13 juillet 2018, il annonce qu'il sera candidat à sa propre succession lors de l'élection présidentielle de 2018, pour laquelle il fait figure de grand favori. Au même moment, le pays souffre d'une crise économique, l'afflux de réfugiés centrafricains ainsi que d'une insurrection de la minorité anglophone. À l'issue du scrutin du 7 octobre 2018, il est réélu avec un score de 71,3 %

### Crise de la Covid-19 et longévité

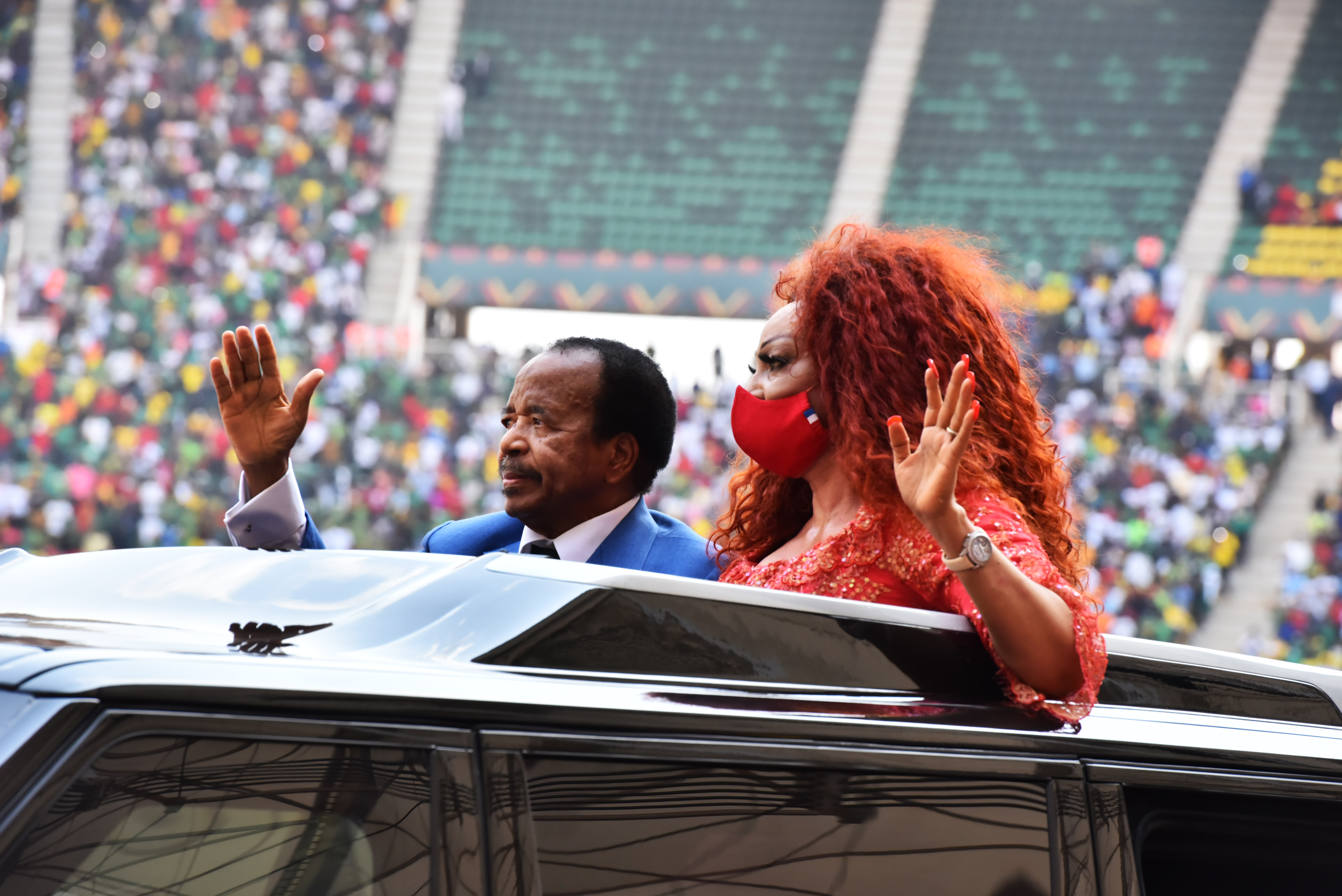
Paul Biya et son épouse Chantal Biya à bord du véhicule présidentiel au stade Olembé en 2022.

Début 2020, son silence alors que la pandémie de Covid-19 fait du Cameroun le deuxième pays le plus touché d'Afrique subsaharienne suscite des critiques. Pour l'économiste de la santé Albert Ze, « il y a un manque évident de coordination dans la réponse contre la Covid-19 »,.
Paul Biya est désormais au pouvoir au Cameroun depuis plus de 40 ans. Âgé de 91 ans en 2024, il fait partie des chefs d'État à la longévité la plus importante, et est aussi le plus âgé d’entre eux. Lors d’une conférence de presse conjointe à Yaoundé avec le président français, Emmanuel Macron, en juillet 2022, il dessine les contours d’une potentielle candidature à l’élection présidentielle de 2025. En mars 2024, un documentaire consacré à Paul Biya est diffusé sur plusieurs chaînes de télévision, ainsi que lors d'un événement au palais des Congrès de Yaoundé, une projection qui a relancé les spéculations sur les intentions de Paul Biya à une candidature en 2025.
En octobre 2024, l'absence prolongée de Paul Biya interroge beaucoup au Cameroun. L’ambassadeur du Cameroun en France confirme que Paul Biya n'a toutefois jamais été hospitalisé en France. Paul Biya est indiqué comme absent du Cameroun depuis juillet 2024 ; certaines sources officielles indiquent également un repos en Suisse, pour des raisons de santé.
Le 13 juillet 2025, alors qu'il est âgé de 92 ans, il annonce sa candidature à l'élection présidentielle du 12 octobre 2025, briguant un 8e mandat,.

## Bilan et critiques

### Nature du régime

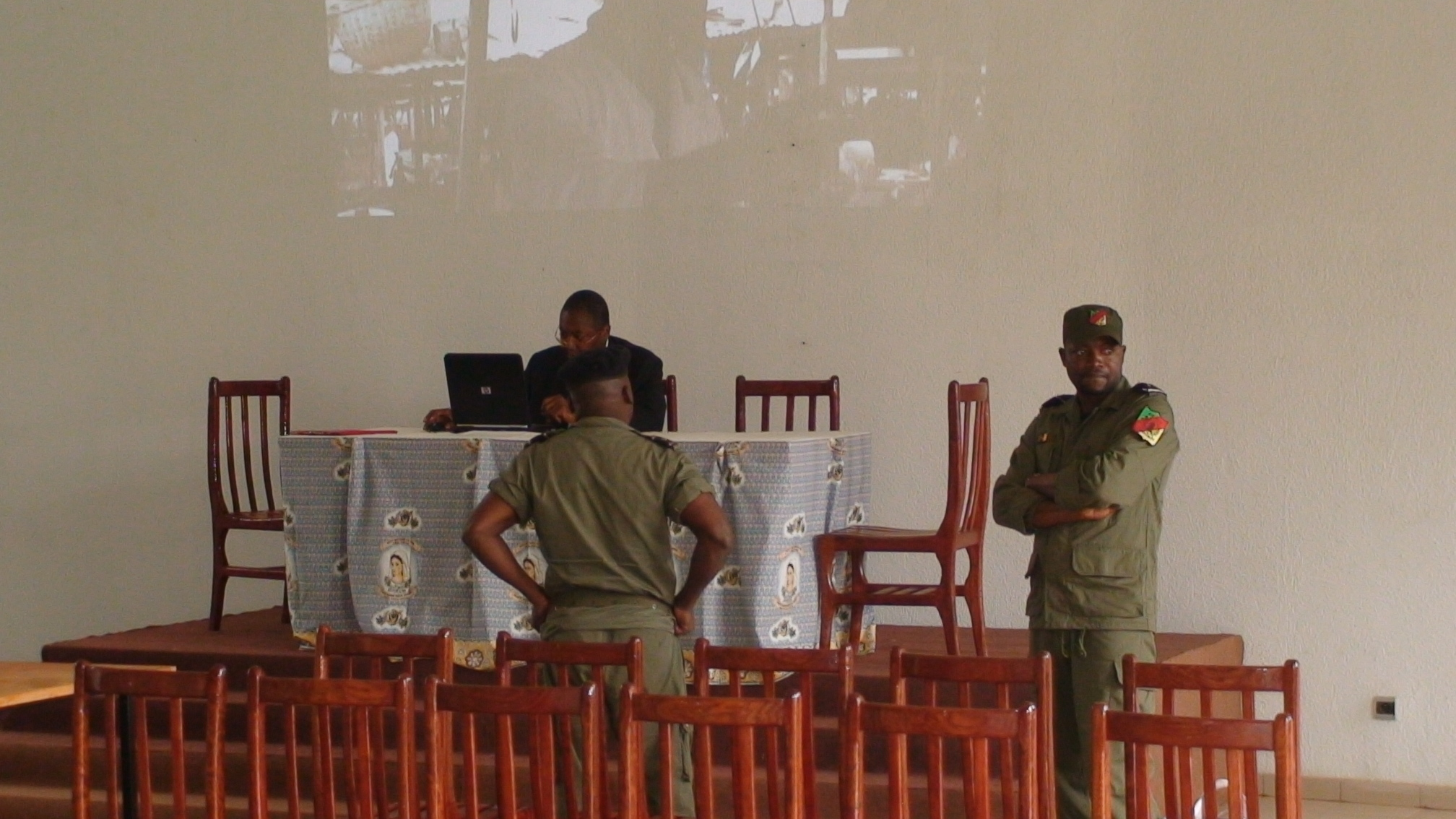
Louis-Tobie Mbida séquestré à Mvolyé alors qu’il tente d’organiser une réunion politique le 23 février 2011.

Son régime est souvent qualifié d'autoritaire. Des organisations comme Amnesty International ont critiqué le régime de Paul Biya, accusé de restreindre les libertés fondamentales des Camerounais et de commettre des violations des droits de l’homme.
En 1990, Michel Lévêque, directeur d'Afrique au Quai d'Orsay, rédige un rapport confidentiel intitulé Les Relations de la France avec les pays en développement, qui met en évidence le pluralisme de façade dans certains pays africains dont le Cameroun. Un homme politique camerounais a d'ailleurs à ce sujet parlé de « dictature conviviale ».
Le 23 février 2011, les services de sécurité du régime se font remarquer en séquestrant Louis-Tobie Mbida, homme politique pourtant de bien moindre influence, dans un bâtiment appartenant à l’Église catholique.
Cependant, ses partisans notent des progrès avec son arrivée au pouvoir (« démocratisation, libération des détenus politiques, pluralisme des candidatures » selon François Soudan de Jeune Afrique).
Les incarcérations de journalistes, écrivains, syndicalistes et activistes sont fréquentes.
Le Cameroun constitue 60 % du PNB de l'ancienne Afrique-Équatoriale française, ce qui peut expliquer selon des analystes la tolérance de la France face aux faiblesses affichées du président Biya,.
L’ONG Human Rights Watch (HRW) dénonce une « répression accrue » du pouvoir camerounais contre l’opposition, après que le gouvernement de Paul Biya a déclaré « illégal » le regroupement de ses principaux partis dans deux plates-formes.

### Corruption
La lutte contre la corruption a fait l'objet d'initiatives sous la présidence de Paul Biya, avec notamment la mise sur pied en 2006 de l'opération Épervier. Cette opération judiciaire anti-corruption a conduit à l'arrestation de hauts fonctionnaires de l’État, mais a suscité le soupçon de servir le régime pour écarter ou sanctionner des concurrents, ou des compagnons de route infidèles ou encombrants,. Le succès mitigé de l'opération pourrait aussi s'expliquer par la quasi-impossibilité de récupérer les fonds détournés auprès des établissements financiers étrangers. Le Comité national contre la corruption (CONAC), institué en 2006, poursuit toutefois son activité. La corruption est utilisée par le régime afin de susciter des allégeances.
In fine, la corruption reste très forte : en 2018, le Cameroun est classé 145e sur 176 pays dans ce domaine par l'ONG Transparency International.
Les forces de sécurité (police, armée, gendarmerie, service secret) sont privilégiées par le régime. Les hauts gradés de l'armée ont obtenu des concessions forestières et un accès privilégié à l'industrie du jeu. Les effectifs de la fonction publique et le salaire des fonctionnaires font l'objet de coupes récurrentes, sauf pour les militaires et policiers.

### Biens mal acquis
En juillet 2009, le rapport de CCFD-Terre Solidaire Biens mal acquis, à qui profite le crime ? revient sur les dépenses pharaoniques du président camerounais et sur sa fortune familiale. Le 25 novembre 2010, le parquet de Paris ouvre une enquête préliminaire pour « recel de détournements de fonds publics » sur Paul Biya, à la suite d'un dépôt de plainte par l’association Union pour une diaspora active (UDA) 23 jours plus tôt. Selon Issa Tchiroma, porte-parole du gouvernement camerounais, « le président de la République du Cameroun n’est comptable que devant son peuple… Il n’a pas à répondre à ces accusations en France », et dénonce une tentative de manipulation médiatique par des partis de l'opposition pour discréditer le président à l'aube de l'élection présidentielle de 2011,.

### Séjours privés et absences
Les nombreux « séjours privés » de Paul Biya en Europe, notamment en Suisse, sont l'objet de polémiques récurrentes.
Il est également reproché à Paul Biya un absentéisme néfaste au fonctionnement de l'État. Le conseil des ministres ne se réunit que rarement : ainsi, il s’en tient un en mars 2018, pour la première fois en deux ans. Christian Penda Ekoka, son ancien conseiller pendant huit ans passé à l'opposition, déclare : « Il n'y a pas de gouvernement. C'est une satrapie, une cour où les courtisans se battent pour les prébendes ».
Son biographe Michel Roger Emvana nuance les accusations d'absentéisme. Citant Me Bédard, un proche du président Biya, il avance que « les absences répétées de Biya à Yaoundé, et ses séjours réguliers dans son village natal près de Sangmélima ne sont nullement perçus comme une défaillance du président ». Le président Biya est selon lui « l’homme le plus informé du pays grâce aux multiples bulletins quotidiens qui lui sont adressés par les services de renseignement et des voies informelles ». Parlant même du silence supposé du président Biya dans sa gestion du pouvoir, Me Bédard avance qu'il le fait de manière délibérée : selon lui, « le président aime laisser la spéculation à son compte. Il en profite dès lors pour trancher franchement… Il préfère laisser les hommes se tromper sur sa gestion ».
En février 2024, la Chambre pénale d'appel et de révision de Genève confirme la culpabilité de six gardes du corps de Paul Biya : les gardes du corps avaient agressé un journaliste de la RTS en 2019 devant l'Hôtel Intercontinental, où séjournait Paul Biya à Genève.

## État de santé et rumeurs de mort
De septembre 2024 au 21 octobre 2024, date de son retour à Yaoundé, Paul Biya séjourne hors du Cameroun pendant 50 jours[réf. nécessaire] d'absence inexpliquée[réf. nécessaire], des rumeurs et spéculations sur sa mort sont diffusés dans la presse et sur Internet,,,,,. Ce qui pousse des ministres et autorités à faire des communiqués sur l'état de santé du président du Cameroun,,,,,,,.

## Décorations

### Décorations camerounaises
- Grand collier de l'ordre de la Valeur, en tant que grand-maître de l'ordre.
- Grand cordon de l'ordre du Mérite national, en tant que grand-maître de l'ordre.

### Décorations étrangères
- Grand-croix de l’ordre du Mérite de la République fédérale d'Allemagne
- Grand-croix de la Légion d'honneur (France)
- Chevalier grand-croix au grand cordon de l'ordre du Mérite de la République italienne
- Grand cordon de l’ordre du Trône (Maroc)
- Chevalier commandeur  de l'ordre de la République fédérale (Nigeria)
- Chevalier grand-croix de l'ordre de Saint-Michel et Saint-George (Royaume-Uni)
- Médaille de George (Royaume-Uni)
- Grand-croix de l'ordre national du Mérite (Sénégal)
- Grand cordon de l'ordre de la République (Tunisie)
- Chevalier de l'ordre de Pie IX (Vatican)

## Distinctions
Paul Biya est désigné en 2011 par les chefs traditionnels du Sud, sa région natale, chez les Fang-Beti, Nnom Ngiii, c'est-à-dire chef des chefs, doté de pouvoirs surnaturels. Il est également docteur honoris causa de l'université du Maryland.

## Publication
- Pour le libéralisme communautaire, Paris : Pierre-Marcel Favre, 1986, 158 p. (Nouvelle édition revue et corrigée en 2024 aux éditions Favre-Sopecam, 216 p.)
- Communal Liberation, Paul Biya, Macmillan, 1987, 140 p.
- L'émergence de l'Afrique: regards croisés de Paul Biya, Paul Biya, Abdoulaye Bio Tchané et Youssou N'Dour, Cherche Midi, 2010, 160 p.